# خلف الشمس (فلم)
خلف الشمس فيلم برازيلي من إنتاج سنة 2001 ومن إخراج والتر سيلز، والمنتج آرثر كون، وبطولة رودريجو سانتورو.عنوانه الأصلي هو محطمة ابريل وهو مأخوذ من رواية ألبانية اسمها أبريل المكسور وهي من كتابة إسماعيل كادار وتتحدث عن شرف الحضارة في شمال ألبانيا.

## القصة
عندما قرر الوالد الانتقام لمقتل ابنه الأكبر والشاب الصغير يتسائل متى سوف تنتهي العداوة وصفات العنف المتوارثة بين الأجيال في تلك العائلتين.

## الممثلين
- جوسيه دومونت في دور الأب
- روريجو سانتورو في دور تونهو
- ريتا اسيماني في دور الام
- رافي راموس في دور باكو
- لويز كارلوس في دور سالوستيانو
- فليفيا ماركو انتونيو في دور كارلا
- ايفيرالدو بونتيس في دور الرجل الكبير الاعمى
- كايو جانكيوويرا في دور ايناكو
- ماريانا لوريرو في دور وايداو
- سيرفيليو دي هولندا في دور ايساياس
- وانجر ماورا في دور ماثيوز
- اوثون باستوس في دول السيد لورينس
- جيرو كاميلو في دور ريجينالدو
- فينيسيوس دي اوليفيرا في دور الطفل

## الجوائز التي فاز بها والتي رشح إليها
جائزة بافتا
- أفضل فيلم بغير اللغة الإنجليزية - ارثر كون ووالتر سيلز (رشح إليها)

جوائز ذهب الكرة الارضية
- أفضل لغة فيلم بغير اللغة الإنجليزية (رشح إليها)

مهرجان هافانا للافلام
- أفضل مخرج - وولتر سيلز (فاز بها)

بيت من الجوائز الأمريكية - وولتر سيلز (فاز بها)
مهجان فينيس للافلام
- أسد صغير ذهبي - وولتر سيلز وآرثر كون (فاز بها)
- الاسد الذهبي - وولتر سيلز (رشح إليها)

## وصلات خارجية
- مقالات تستعمل روابط فنية بلا صلة مع ويكي بيانات